# Emery County
Emery County ist ein County im Bundesstaat Utah der Vereinigten Staaten. 2020 hatte das Emery County 9825 Einwohner. Der Verwaltungssitz (County Seat) ist Castle Dale.

## Geschichte
Emery County wurde nach dem Gouverneur George W. Emery, dem Gouverneur für das Utah-Territorium (1875) benannt.

## Geographie
Emery County bedeckt eine Fläche von 11.555 Quadratkilometern; davon sind 25 Quadratkilometer Wasserflächen. Der größte Ort ist Huntington. Das County grenzt im Uhrzeigersinn an die Countys: Carbon County, Grand County, Wayne County, Sevier County und Sanpete County.
Der Green River bildet die östliche Grenze zum Grand County. Das Wasatch Plateau, eine Berggegend bildet die westliche Begrenzung zum Sanpete County. In dieser Region lebt der größte Teil der Einwohner von Emery County. Durch die Book Cliffs fließt der Range Creek (Colorado River).

## Demografische Daten

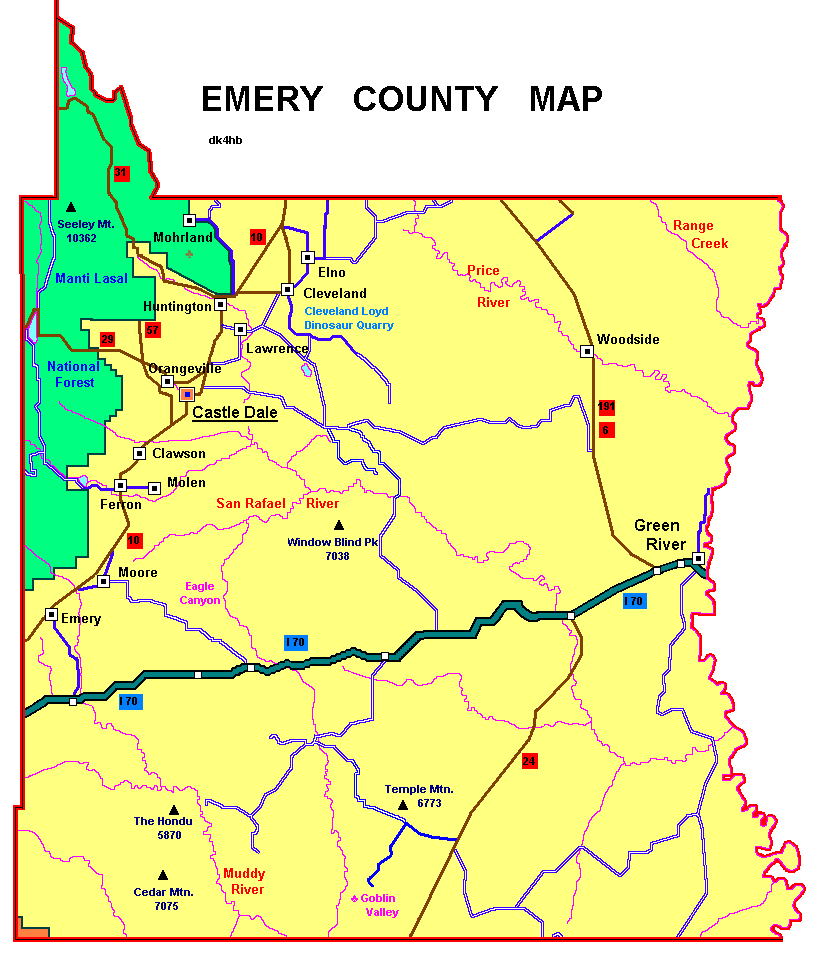
Emery County (Details)

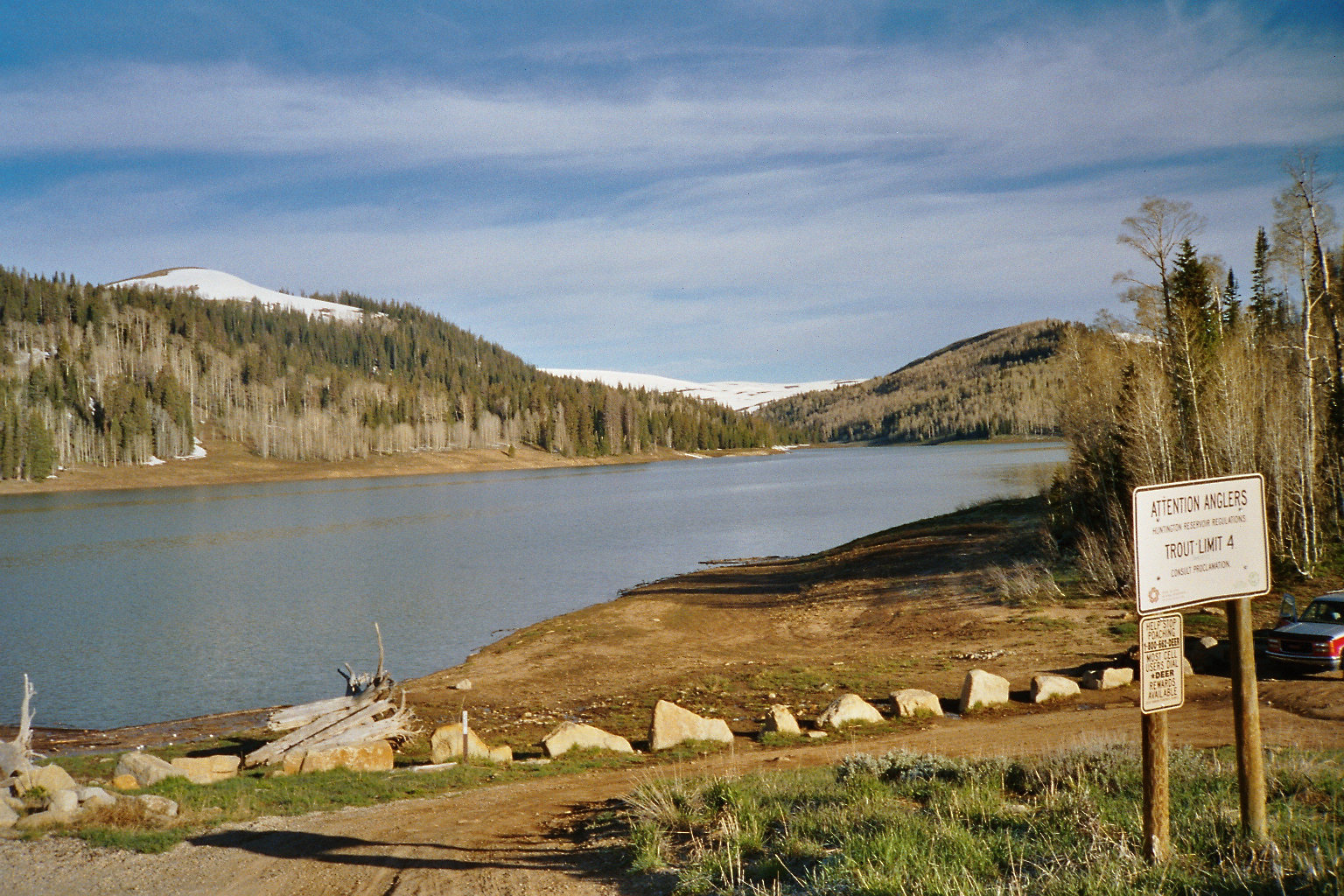
Das Emery County Huntington Reservoir

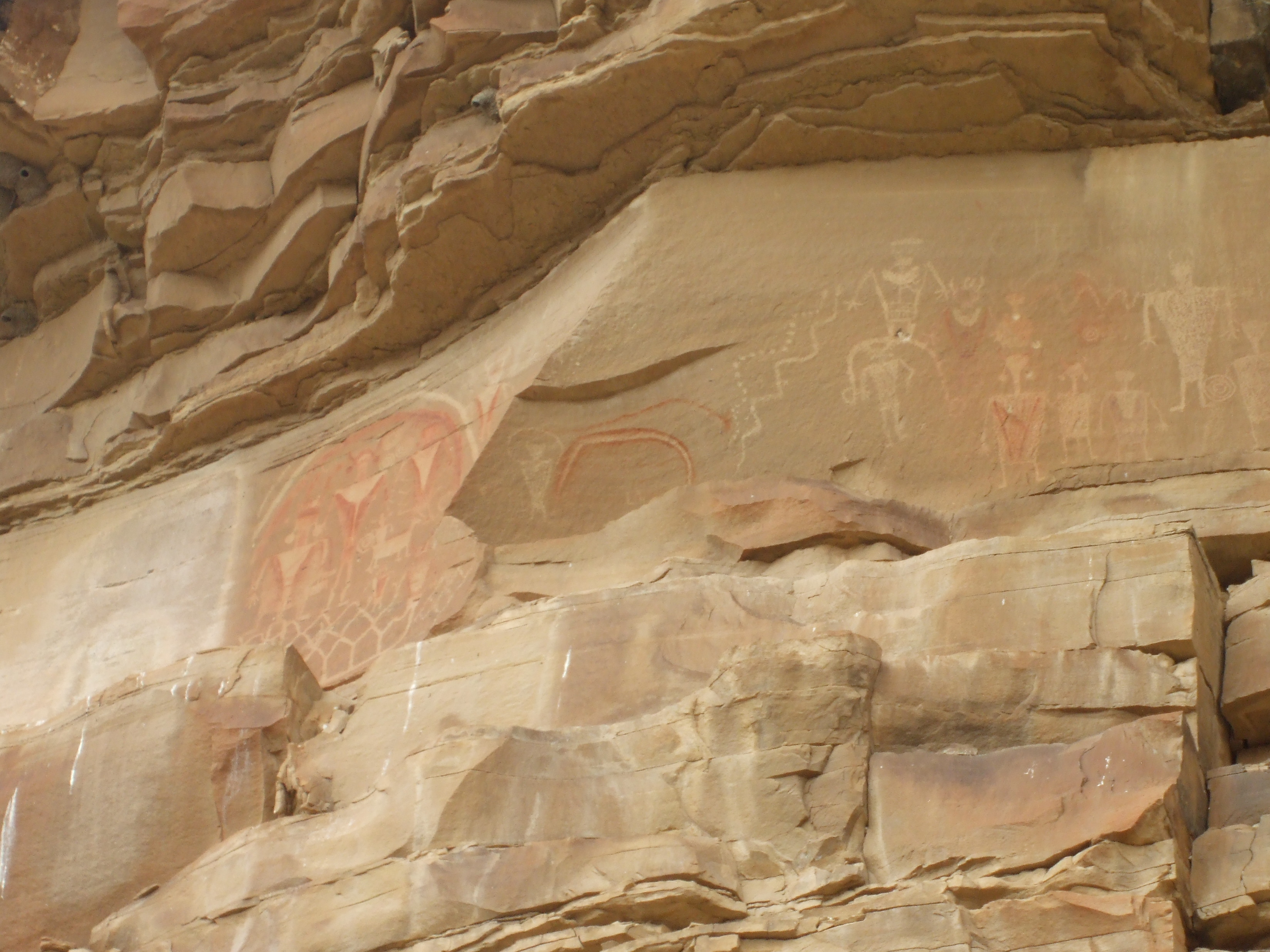
Ferron Box Pictographs and Petroglyphs, gelistet im NRHP mit der Nr. 80003904

Nach der Volkszählung im Jahr 2000 lebten im Emery County 10.860 Menschen. Es gab 3468 Haushalte und 2798 Familien. Die Bevölkerungsdichte betrug 1 Einwohner pro Quadratkilometer. Ethnisch betrachtet setzte sich die Bevölkerung zusammen aus 95,64 % Weißen, 0,18 % Afroamerikanern, 0,65 % amerikanischen Ureinwohnern, 0,31 % Asiaten, 0,10 % Bewohnern aus dem pazifischen Inselraum und 1,87 % aus anderen ethnischen Gruppen; 1,24 % stammten von zwei oder mehr ethnischen Gruppen ab. 5,23 % der Bevölkerung waren spanischer oder lateinamerikanischer Abstammung.
Von den 3468 Haushalten hatten 45,90 % Kinder und Jugendliche unter 18 Jahre, die bei ihnen lebten. 69,80 % waren verheiratete, zusammenlebende Paare, 7,20 % waren allein erziehende Mütter. 19,30 % waren keine Familien. 17,60 % waren Singlehaushalte und in 8,10 % lebten Menschen im Alter von 65 Jahren oder darüber. Die Durchschnittshaushaltsgröße betrug 3,10 und die durchschnittliche Familiengröße lag bei 3,53 Personen.
Auf das gesamte County bezogen setzte sich die Bevölkerung zusammen aus 35,40 % Einwohnern unter 18 Jahren, 9,60 % zwischen 18 und 24 Jahren, 24,10 % zwischen 25 und 44 Jahren, 20,90 % zwischen 45 und 64 Jahren und 10,10 % waren 65 Jahre alt oder darüber. Das Durchschnittsalter betrug 30 Jahre. Auf 100 weibliche Personen kamen 100,80 männliche Personen, auf 100 Frauen im Alter ab 18 Jahren kamen statistisch 97,50 Männer.
Das jährliche Durchschnittseinkommen eines Haushalts betrug 39.850 USD, das Durchschnittseinkommen der Familien betrug 44.086 USD. Männer hatten ein Durchschnittseinkommen von 39.059 USD, Frauen 18.929 USD. Das Prokopfeinkommen betrug 14.243 USD. 11,50 % der Bevölkerung und 9,40 % der Familien lebten unterhalb der Armutsgrenze. 14,00 % davon waren unter 18 Jahre und 8,10 % waren 65 Jahre oder älter.

## Städte und Orte
- Castle Dale
- Cedar
- Clawson
- Cleveland
- Desert
- Elmo
- Emery
- Ferron
- Ferron Mill
- Green River
- Huntington
- Lawrence
- Mohrland
- Molen
- Moore
- Orangeville
- Victor
- Woodside

## Einige Bilder

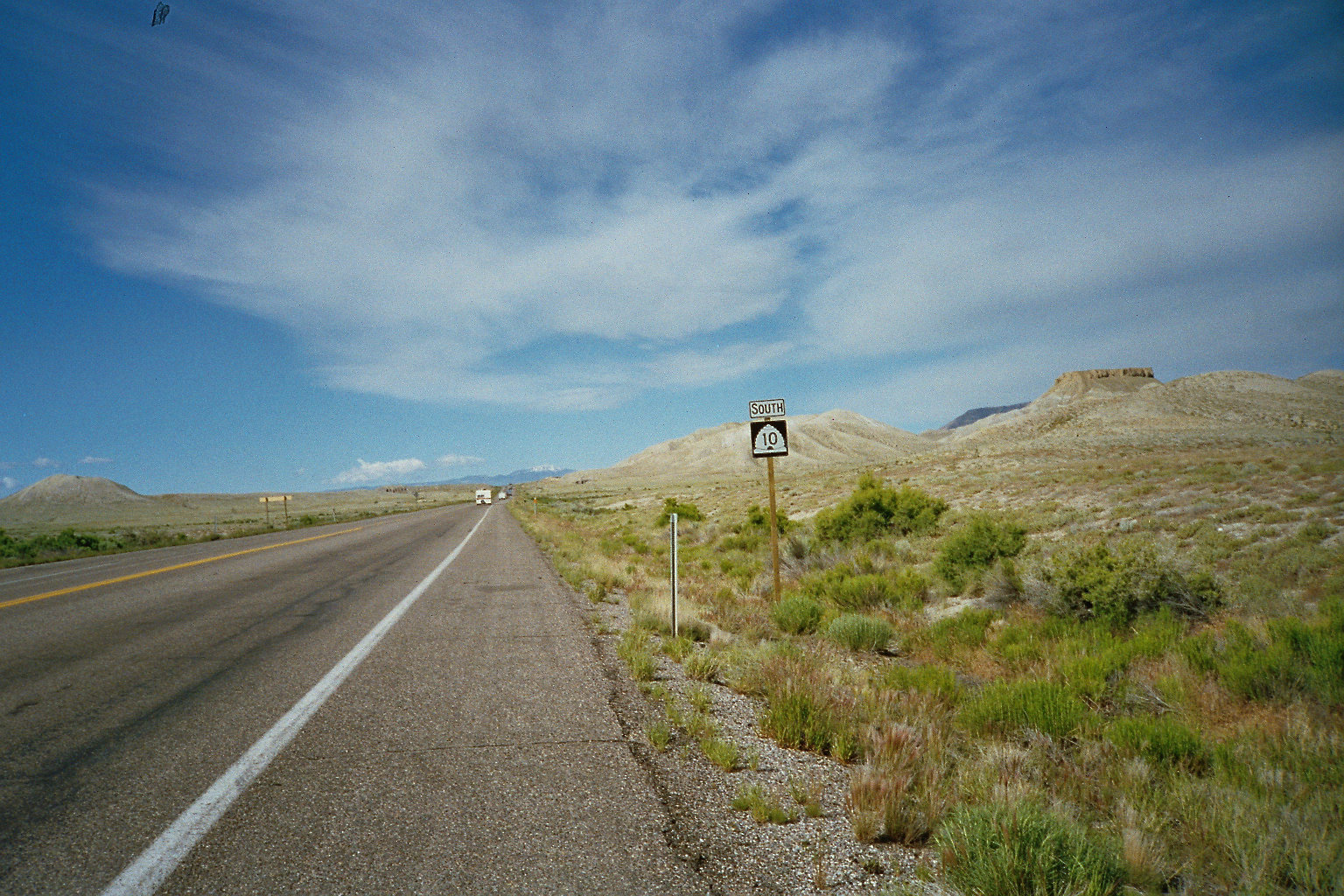
Emery County, State Route 10 south im Juni 2005
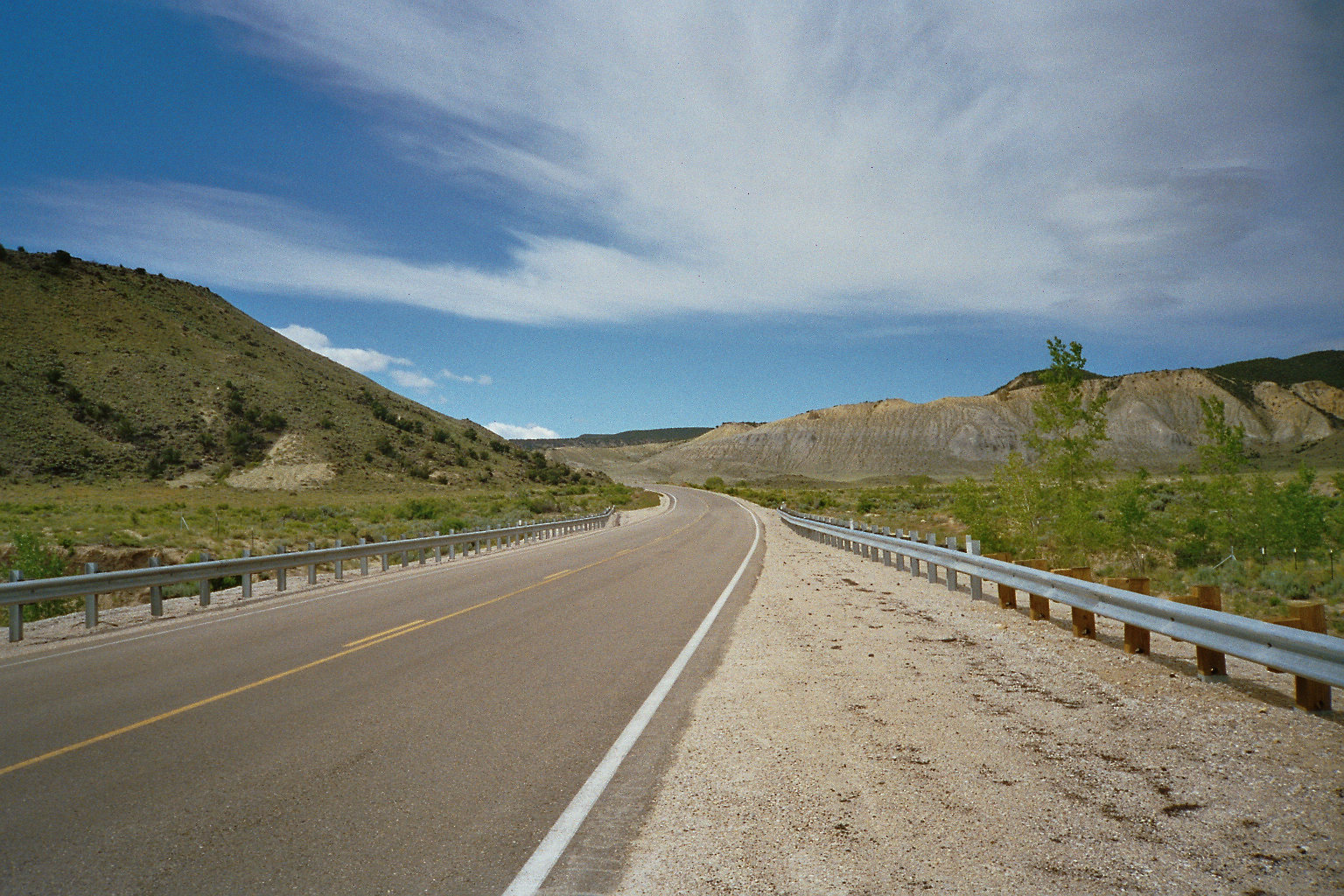
Emery County, State Route 10, Juni 2005